# Leticia Euroza
Leticia Euroza Sifri (* 6. Dezember 1888 in Santiago de Querétaro; † 1933) war eine mexikanische Komponistin.

## Wirken
Euroza studierte am Conservatorio Nacional de Música in Mexiko-Stadt Klavier bei Carlos J. Meneses, Harmonielehre bei Rafael Jose Tello Rojas und Komposition bei Julián Carrillo. Sie komponierte etwa einhundert Werke, darunter Lieder, Kantaten, kammermusikalische und sinfonische Werke.

## Kompositionen
- Amanecer für Sopran und Klavier
- Tres canciones románticas
- Alma Triste
- El niño Jesús
- Bienaventuranzas für Violine und Klavier
- Resurrección, Kantate
- La mañana gloriosa, Kantate
- El agua es vida, Suite
- Himno a la madre
- Meditación
- Psalm 23
- Psalm 100
- Psalm 150
- Paisajes mexicanos für Sinfonieorchester
- Poema 1867 für Sinfonieorchester
- Lieder mit Klavierbegleitung
  - Himno al Instituto Juárez
  - Himno al Instituto Benjamín N. Velasco
  - Himno a la Escuela Laura Temple
  - Himno al deporte
  - Himno a la Academia Hispano-Mexicana
- La fe für drei Frauenstimmen und Klavier
- Marcha solemne für Klavier und Orgel
- 6 preludios para piano
- Ante el Altar